# Alfred Rittmann
Alfred Rittmann (né à Bâle en Suisse le 23 mars 1893 et mort à Piazza Armerina en Italie le 19 septembre 1980) est un géologue et volcanologue suisse de premier plan, connu pour ses travaux sur la formation des chaînes de montagne et sur les différents types de volcanisme. Il est élu président de l'Association internationale de volcanologie pour trois mandats, de 1954 à 1963.

## Biographie
Rittmann est le fils d'un dentiste de Bâle, en Suisse alémanique. Il étudie la musique et les sciences naturelles à l'Université de Bâle, puis à l'Université de Genève. Il y obtient son doctorat en 1922 pour ses travaux de pétrologie sur les roches ultramafiques des montagnes de l'Oural. Une fois son diplôme obtenu, Rittmann part travailler avec différents géologues reconnus à travers l'Europe : Alfred Lacroix à Paris, Friedrich Johann Karl Becke à Vienne, et enfin Ernst Anton Wülfing et Victor Mordechai Goldschmidt à Heidelberg.
En 1926, le riche banquier Immanuel Friedländer fonde l'Institut de volcanologie de Naples et Rittmann en devient le directeur scientifique. Son travail se concentre alors sur le Vésuve et sur l'île volcanique d'Ischia. Cela aboutit en 1933 à la publication de son premier grand ouvrage sur les volcans et leur minéralogie : Evolution und Differentiation des Somma-Vesuvmagmas (« Évolution et différenciation des magmas [du volcan] Somma-Vésuve »).
Après la seconde guerre mondiale, il s'expatrie en Égypte, où il occupe un poste de professeur de géologie et de minéralogie tout d'abord à l'université d'Alexandrie (1949-1953), puis au Caire (1953-1957). Il revient ensuite en Italie pour y finir sa carrière. Il obtient en 1958 une chaire de volcanologie à l'université de Catane en Sicile. À partir de 1961, il participe avec le volcanologue italien Giorgio Marinelli et le belgo-français Haroun Tazieff, à la création de l'Institut international de volcanologie de Catane. Il prend sa retraite en 1964.
Sa fille, Loredana Rittmann, est également volcanologue.

## Œuvre scientifique
Il voit juste sur le fait que le volcanisme lié à la surrection des chaînes de montagne, caractérisé par des séries calco-alcalines, se différencie ainsi des séries alcalines. Lors de la conférence annuelle de la Société géologique d'Allemagne en janvier 1939, il s'oppose ainsi à l'idée que la dorsale médio-atlantique est un soulèvement orogénique par compression. Il s'oppose également au rejet unanime par ses pairs de la théorie de la dérive des continents de Wegener.
Dans son ouvrage Über den Zustand des Erdinnern und seine Entstehung aus einem homogenen Urzustand (« À propos de l'état de l'intérieur de la Terre et de son origine à partir d'un état initial homogène », Kuhn et Rittmann, 1941) il rejette, à tort, l'existence d'un noyau terrestre fait de fer et de nickel. Dans un autre ouvrage, Orogénèse et volcanisme (Rittmann et Kuhn, 1951), il démontre que le manteau terrestre bien que solide et cristallin, est capable de fluer sous l'effet de la pression et de la température qui y règnent.
Son œuvre la plus connue reste Vulkane und ihre Tätigkeit (« Les volcans et leur activité », 1962), synthèse de toutes les connaissances de l'époque sur le volcanisme. Il devient un ouvrage de référence en la matière et se voit traduit en cinq langues.

## Distinctions et hommages
Il reçoit la médaille Gustav-Steinmann (1965) et est fait docteur honoris causa de l'Université de Berne (1959).
Le volcan antarctique Mont Rittmann, et le minéral rittmannite (IMA 1987-048, 08. DH.15) sont nommés en son honneur.
Il effectue trois mandats en tant que président de l'Association internationale de volcanologie, de 1954 à 1963.

## Publications notables
- Rittmann, « Nomenclature of volcanic rocks », Bulletin of Volcanology, vol. 12, no 1,‎ décembre 1952, p. 75–102 (DOI 10.1007/BF02596015, Bibcode 1952BVol...12...75R)
- Rittmann, « Magmatic character and tectonic position of the Indonesia Volcanoes », Bulletin of Volcanology, vol. 14, no 1,‎ décembre 1953, p. 45–58 (DOI 10.1007/BF02596004, Bibcode 1953BVol...14...45R)
- Rittmann, « Zur Herkunft der Magmen », Geologische Rundschau, vol. 48, no 1,‎ 1958, p. 1–10 (DOI 10.1007/BF01801804, Bibcode 1959GeoRu..48....1R)
- Alfred Rittmann, Volcanoes and their Activity, New York, John Wiley & Sons, Inc, 1962, 305 p.
- Alfred Rittmann (trad. Tazieff), Les volcans et leur activité, Paris, Masson, 1963, 305 p.
- Alfred Rittmann, Vulkane und ihre Tätigkeit, Stuttgart, Ferdinand Enke Verlag, 1981 (ISBN 978-3432877938). Note: réédition posthume.
- Rittmann et Gottini, « L'isola d'Ischia - Geologia », Bollettino del Servizio Geologico d'Italia, vol. 101,‎ 1981, p. 131–274. Note: posthume.
- Alfred Rittmann et Loredana Rittmann, Vulkane in Farbe, Suedwest Verlag, novembre 1982, 128 p. (ISBN 978-3517006246) Note: posthume.